# استاداردشیر (شهر باستانی)
استاد اردشیر  جزء شهرهایی است که توسط اردشیر بابکان بنا گردیده‌است. این شهر به صورت استاباد و اشا و استرآباذ و ایساباد نیز در کتب مورخین اسلامی نوشته شده، در محل شهر باستانی کرخای میشان در کنار رود کارون بنا گردید. فعالیت ضرابخانهٔ آن در زمان ساسانیان مخصوصاً دوران خسرو پرویز چشمگیر بود.